# Pristimantis luscombei
Pristimantis luscombei é uma espécie de anfíbio da família Craugastoridae. Pode ser encontrada no Equador e Brasil (no estado do Acre).